# Little Anthony and the Imperials
Little Anthony and the Imperials sont un groupe vocal masculin noir de rhythm and blues américain.
Le groupe, formé en 1958, s'appelait à l'origine The Chesters. Sous ce nom, ils ont sorti un single sur le label Apollo. Ensuite, ils ont réussi à signer un contrat avec le label End Records et ont changé leur nom pour The Imperials. (« Little Anthony », diminutif de Jerome Anthony Gourdine, a été ajouté  plus tard par le disc jockey Alan Freed).
Leur premier single chez End Records, Tears on My Pillow, a atteint le top 5 aux États-Unis (la 2e place au classement rhythm and blues de Billboard et la 4e place au classement pop, le Hot 100, du même magazine en octobre 1958),.